# Paschke-Peetz-Verfahren
Das Paschke-Peetz-Verfahren ist ein metallurgisches Verfahren der Stahlherstellung, mit dem saure Eisenerze effizient verhüttet werden können. Es wird auch Schmelzverfahren mit saurer Schlackeführung genannt.

## Beschreibung
Bis zur Erfindung des Verfahrens durch den Clausthaler Hochschulprofessor Max Paschke (1884–1961) und dessen Assistenten Eugen Peetz konnten saure Eisenerze nur durch Zugabe von Kalk zu gutem Stahl verhüttet werden. Dies hatte den Nachteil, dass hierfür mehr Energie zugeführt werden musste, was den Hochofenprozess unwirtschaftlich machte. Dementsprechend wurden saure Erze bis Ende der 1920er / Anfang 1930er Jahre nur als Zuschlag für basische Erze verwendet. Speziell im Raum nördlich des Harzes gibt es aber sehr große Vorkommen saurer Eisenerze, die hauptsächlich dem Oberjura entstammen. Diese Erze waren seit ihrer Entdeckung Gegenstand von Verhüttungsversuchen, die aber immer wieder aus wirtschaftlichen Gründen eingestellt werden mussten.
In der Zeit des Nationalsozialismus wurde die Forschung auf diesem Gebiet intensiviert und schließlich gelang Paschke und Peetz der Durchbruch, indem sie die Entschwefelung des Rohstahls nicht im Ofen, sondern im Thomaskonverter durchführten. Anstelle von Kalk kam nun Soda zum Einsatz, was wesentlich weniger Energie und Material benötigte. Paschke und Peetz hielten ein Patent auf das Verfahren.
Das Verfahren kam in der Völklinger Hütte zur Verhüttung der ebenfalls sauren Doggererze und im Hüttenwerk Corby zum Einsatz.
Auf der Grundlage des Paschke-Peetz-Verfahrens wurde ab 1937/38 bei Watenstedt das Hüttenwerk Braunschweig der Reichswerke Hermann Göring errichtet, das die Erze des Salzgittergebietes in 32 Hochöfen verhütten sollte. Die geplante Jahreskapazität lag bei 4 Millionen Tonnen Rohstahl.